# Marguerite Leferon
Marguerite Leferon, nacida Galart (muerta después de 1679), fue una de los acusados en el conocido como asunto de los venenos.

## Biografía
Miembro de la burguesía parisina y casada con el juez Leferon, en 1669 envenenó a su esposo con un veneno adquirido a La Voisin, con el fin de poder casarse con su amante, De Prade. Cuando Marguerite descubrió que De Prade era un cazafortunas, decidió matarlo también, si bien De Prade logró escapar antes de que Marguerite pudiese llevar  cabo su plan. Leferon fue arrestada 1679 después del estallido del asunto de los venenos, tras haber sido nombrada por La Voisin como una de sus clientas poco antes de ser ejecutada. Tras ser declarada culpable, Marguerite fue desterrada de la capital y multada con 1500 libras.
Los casos de Marguerite Leferon y Françoise de Dreux, así como el caso de Marguerite de Poulaillon, provocaron expectación al tratarse de las primeras personas de la alta sociedad en ser implicadas en el escándalo. La levedad de las sentencias provocó el descrédito de la corte, siendo estas condenas consideradas una prueba de discriminación social. Un ejemplo de esto fue el caso de Madame Philbert,  quien asesinó a su esposo, un carpintero llamado Brunet, con un veneno adquirido a Marie Bosse, con el fin de poder casarse con su amante, Philippe Rebille Philbert. Tras ser declarada culpable, fue ejecutada en la horca tras haberle sido amputada la mano derecha, pese a que su caso era muy similar al de Marguerite Leferon.